# 소피 오두앵마미코니앙

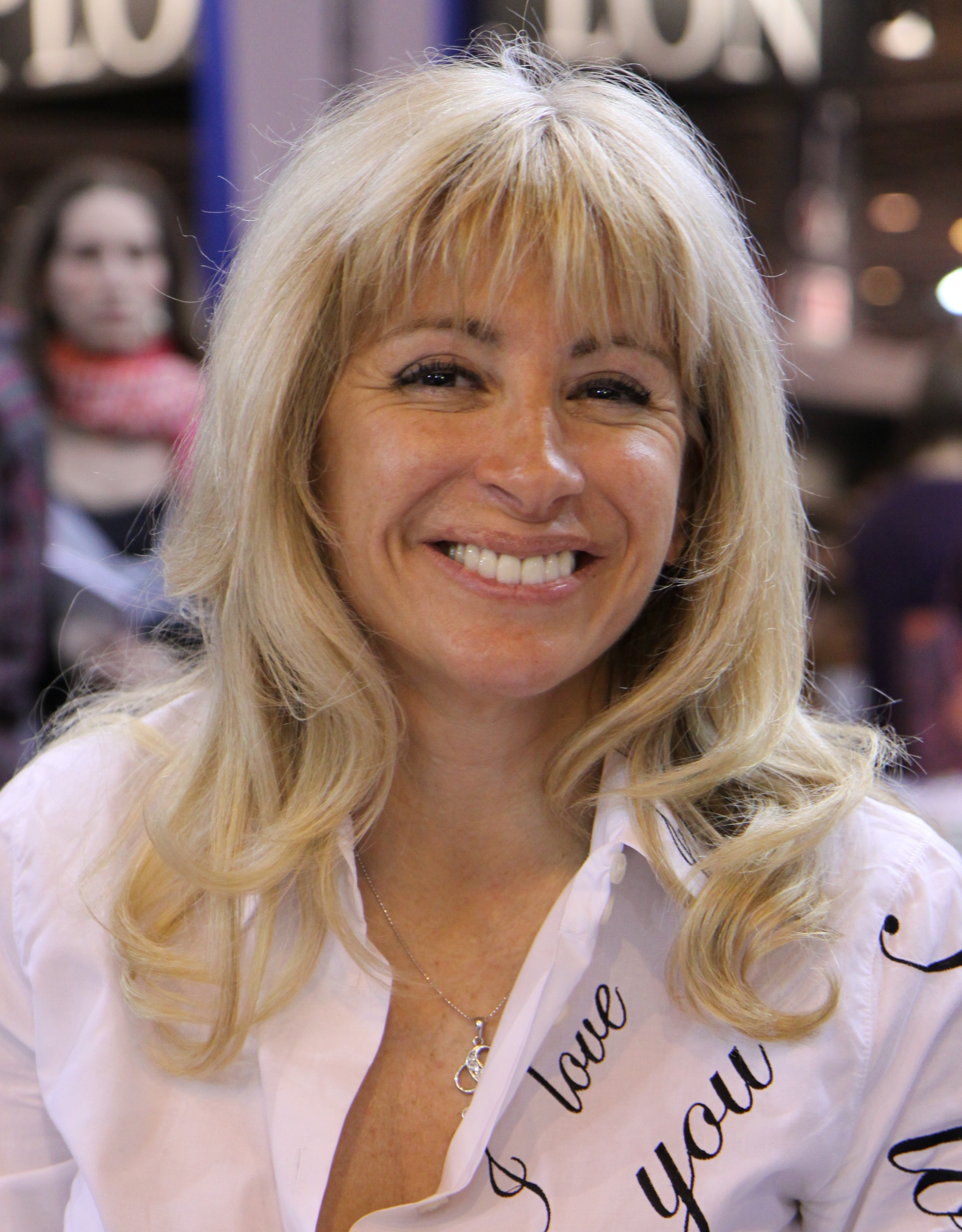
파리 도서 살롱 당시의 소피 오두인마미코니앙(2010년)

소피 오두인 마미코니안(프랑스어: Sophie Audouin-Mamikonian, 1961년 8월 24일 ~ )은 프랑스의 작가이다.
부계는 바스크계이며, 모계는 아르메니아의 옛 왕가인 마미코냔의 후예다. 파리의 팡테옹 아사스 대학교에서 법학을 전공했으며, 12살 때부터 글을 쓰기 시작했으며, 15,000여 권의 공상과학 소설을 읽기도 하였다. 14년이라는 오랜 작업 끝에 대표작품인 '타라 덩컨'이 출간되었다. '타라 덩컨' 시리즈는 2015년까지 1년에 한 권씩 출간되었고, '인디아나 텔러'도 출간 중이다.

## 대표 작품
- 타라 덩컨 (2003~2015 )